# ليزر نبضي فائق القصر

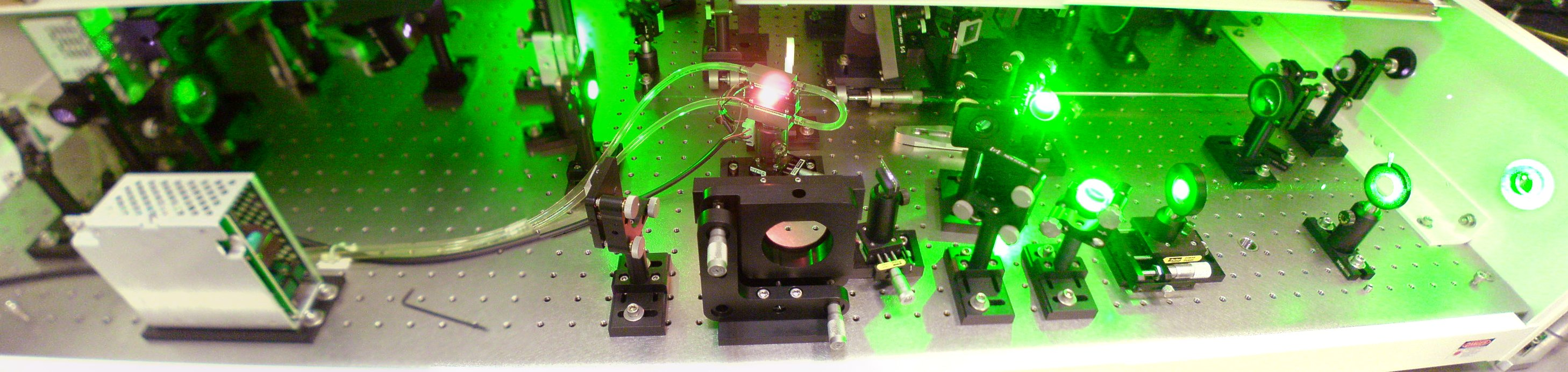
مكبر النبض تيتان :ياقوتي ODIN

الليزر النبضي فائق القصر هو ليزر يصدر نبضات ضوئية فائقة القصر ، تتراوح عمومًا بين فيمتوثانية إلى بيكو ثانية . تُعرف أيضًا باسم الليزر فائق السرعة نظرًا للسرعة التي يتم بها "تشغيل" و "إيقاف" النبضات - ولا يجب الخلط بينها وبين سرعة الضوء ، والتي تحددها خصائص الوسط (ولها حد أعلى ) ، ولا سيما مؤشر الانكسار ، ويمكن أن تختلف كدالة لشدة المجال (أي تعديل الطور الذاتي ) وطول الموجة ( التشتت اللوني ). 
تشتمل تقنيات الليزر النبضي فائقة القصر الحالية الشائعة على ليزر التيتان / ياقوت Ti-sapphire والليزر الصبغي . تتطلب طاقة ذروة الخرج العالية عادةً تضخيم نبضة لبذرة من ليزر نموذجي . يتطلب التعامل مع القوى الضوئية العالية أيضًا مراعاة الظواهر البصرية غير الخطية . 

## استخدم في تثبيط الكائنات المرضية
طور Tsen وزملاؤه تقنية SEPHODIS (التطهير الضوئي الانتقائي) باستخدام ليزر نبضي فائق القصر لقتل الفيروسات بما في ذلك فيروس نقص المناعة البشرية ، وفيروس الإنفلونزا ، وفيروسات النوروفيروس .     يبدو أن هذه التقنية تلحق الضرر بالكبسولات الفيروسية مع الحفاظ على البروتينات والمواد البيولوجية الأخرى ، على الرغم من أن هذه الادعاءات قد تم الخلاف عليها في مكان آخر.  قد يكون للعلاج بالليزر النبضي شديد القصر تطبيقات محتملة في تطهير الأدوية ، وفي إنتاج اللقاحات المعطلة ،  وفي العلاج المستقبلي المحتمل للعدوى الفيروسية المنقولة بالدم من عوامل مثل فيروس نقص المناعة البشرية وفيروس الإيبولا .  

## أنظر أيضا
- التضخيم البصري البارامترى
- قائمة مقالات الليزر

## روابط خارجية
- الليزر فائق السرعة: دليل متحرك لعمل Ti: Sapphire Laser ومكبرات الصوت.